# 楊氏黏盲鰻
楊氏黏盲鰻，俗名無眼鰻、鰻背、龍筋，為盲鰻綱盲鰻目盲鰻科的其中一種。

## 分布
本魚分布於台灣西部和東北部海域。

## 深度
水深20至50公尺。

## 特徵
本魚體呈圓柱形；口圓位於前端，具短鬚；眼不明顯，退化而埋於皮下。表皮光滑無鱗，能分泌許多黏液；魚體為灰褐色，腹部灰色，尾鰭側扁、圓形。體長可達29.6公分。

## 生態
為底棲性魚類，屬肉食性，營寄生生活，一般吸附於其他魚類的鰓上或峽部，亦可由鰓部咬穿體壁，食內臟和肌肉；有時會吸附咬食落網的魚類。沒有交配器官，性腺位於腹膜腔內。卵巢位於性腺的前部，睾丸位於性腺的後部。如果性腺的顱部發育，則動物成為雌性；如果性腺的尾部發生分化，則動物成為雄性。如果前部和後部都發育，則該動物成為功能性雌雄同體。

## 經濟利用
可食用，皆為底拖網捕獲。